# 温岑特·卢卡奇
温岑特·卢卡奇（1954年2月14日—），斯洛伐克男子冰球运动员。他曾代表捷克斯洛伐克国家队参加1980年和1984年冬季奥林匹克运动会冰球比赛，其中1984年冬季奥运会获得一枚银牌。